# كركديه (شراب)
الكركديه، هو مشروب تقليدي يتم صنعه في مصر عن طريق نقع بتلات زهرة الكركديه المجففة في الماء. تُشتهر الكركديه بلونها الأحمر الداكن ونكهتها اللاذعة، ويمكن الاستمتاع بشربها إما ساخنة أو باردة، وتقدم كمشروب منعش في مختلف المواسم.
كما تُشرَب بأشكال مماثلة في جميع أنحاء المنطقة، وخاصة السودان.

## التحضير
لتحضير الكركديه، يتم خلط بتلات الكركديه المجففة مع الماء وتركها حتى تغلي. ثم يُطهى الخليط على نار هادئة لمدة تتراوح بين 5 إلى 10 دقائق إضافية لاستخراج النكهة الكاملة للكركديه. بعد الغليان، يُصفى السائل لإزالة البتلات، ويُضاف إليه السكر للحصول على الحلاوة المطلوبة. وبمجرد تبريده، يمكن حفظ المشروب في الثلاجة وتقديمه باردًا، وغالبًا ما يتم تزيينه بأوراق النعناع الطازجة أو شرائح من الليمون.
وبطرق أخرى، من الممكن تحضير الكركديه باستخدام طريقة التخمير البارد. من خلال هذه الطريقة، يتم نقع بتلات الكركديه المجففة في الماء البارد وتركها منقوعة طوال الليل. وفي اليوم التالي، يُصفى الخليط ويُحلى حسب الرغبة ويقدم باردًا مع الثلج. تُعطي هذه الطريقة نكهة أكثر اعتدالًا مقارنة بتقنية الغليان التقليدية.
في مصر، يتوفر الكركديه المجفف عادة في أكياس الشاي، والتي تُعد مناسبة لصنع كوب سريع من شاي الكركديه الساخن ولكنها غالبًا ما تؤدي إلى نكهة أكثر امتزاجًا مقارنة بالطريقة التقليدية.

## الأهمية الثقافية

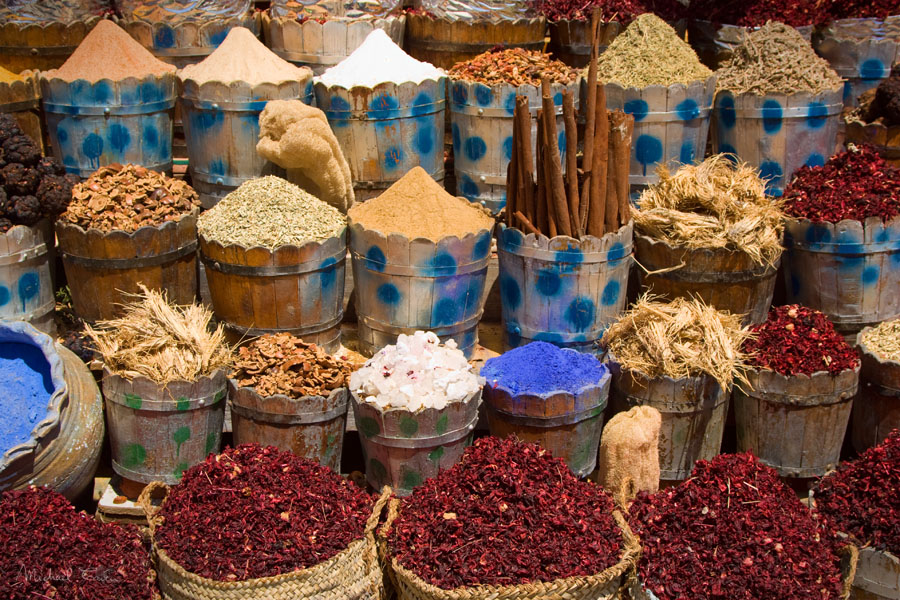
الكركديه وأعشاب أخرى في الغردقة

يحتل الكركديه كمكانة بارزة في الممارسات الاجتماعية والثقافية المصرية. يتم تقديمه تقليديًا خلال احتفالات الزفاف، ويرمز إلى الفرح والازدهار. كما يحظى هذا المشروب بشعبية كبيرة خلال شهر رمضان المبارك، حيث يتم تناوله عادة عند أو بعد الإفطار.
يربط العديد من السكان الكركديه بالتقاليد المصرية القديمة بشكل غير جوهري. ويُعتقد أن هذا المشروب كان مفضلاً لدى الفراعنة وتم استهلاكه لعدة قرون بسبب فوائده الصحية الملحوظة. وقد أدى هذا الاعتقاد التقليدي إلى تسمية الكركديه بـ "شاي الفراعنة"، مما يؤكد حضوره الدائم في الثقافة المصرية الحديثة.
يتوفر هذا المشروب على نطاق واسع في جميع أنحاء مص، من الباعة المتجولين إلى المقاهي التقليدية، مما يعكس دوره المتكامل في الحياة الاجتماعية المصرية. أما في المجتمعات الإسلامية، حيث يكون استهلاك الكحول محدودًا، يُعد الكركديه بديلاً شائعًا غير كحولي أثناء الاحتفالات والتجمعات.
تتضمن عملية تحضير الكركديه نقع بتلات الكركديه المجففة، وهي ممارسة أصبحت من العادات في المنازل المصرية. لا تعمل هذه العملية على تعزيز النكهة فحسب، بل إنها تعزز أيضًا الشعور بالمجتمع حيث يشارك أفراد الأسرة في تحضير المشروب واستهلاكه.

## التَغذِيَة
يعتبر الكركديه غنيًا بمضادات الأكسدة وفيتامين سي، مما يوفر فوائد صحية محتملة. أشارت الدراسات إلى أن تناول شاي الكركديه بانتظام قد يساعد في خفض ضغط الدم ومستويات الكوليسترول. بالإضافة إلى ذلك، فإن خصائصه المدرة للبول يمكن أن تساعد في الهضم وإدارة الوزن.